# San Callisto
San Callisto ou Igreja de São Calisto é uma igreja titular de Roma, Itália, localizada no rione Trastevere , na piazza di San Callisto. É dedicada ao papa São Calisto I e uma igreja subsidiária da paróquia de Santa Maria in Trastevere.
O cardeal-presbítero protetor do título de São Calisto é Willem Jacobus Eĳk, arcebispo de Utrecht.

## História
De origem muito antiga, foi construída, segundo a tradição, sobre a casa onde costumava pregar o papa São Calisto I (r. 217–222) e onde ele foi martirizado por afogamento. No pátio do antigo convento, ao lado da igreja, estava o poço que se acredita ter sido utilizado para assassiná-lo, hoje conservado no interior da igreja, na capela da esquerda.
No lugar do martírio foi inicialmente construído um oratório comemorativa. No século  VIII, o papa Gregório III ordenou que fosse construído no local uma igreja, que foi reconstruída no século XII e, novamente, em 1610, desta vez com base num projeto de Orazio Torriani. Nesta ocasião, foi construído também o mosteiro anexo para abrigar monges beneditinos. A partir de 1517, passou a sediar o título de São Calisto. Por causa da ocupação napoleônica de Roma no início do século XIX, os edifícios do complexo foram tão danificados que precisaram ser restaurados em 1851, no pontificado do papa Pio IX. Na década de 1930, o complexo passou por uma outra grande reforma, desta vez conduzida pelo arquiteto Giuseppe Momo.
A fachada da igreja é original do século XVII e apresenta, na ordem superior, o brasão do papa Paulo V. O interior consiste de uma nave simples com uma capela de cada lado. Na capela da direita, estão os "Dois Anjos", atribuídos a Bernini, que seguram um quadro de Pier Leone Ghezzi, "São Mauro Abade". No teto, está o afresco "Glória de São Calisto", de Antonio Achilli, e, finalmente, na capela da esquerda está o poço que acredita-se tradicionalmente ter sido o mesmo utilizado no martírio de São Calisto.